# Grande Prêmio de Madri de Motovelocidade de 1998
O Grande Prêmio de Madri de Motovelocidade (português brasileiro) ou Grande Prémio de Madrid de Motovelocidade (português europeu) foi a sexta etapa da temporada do Campeonato Mundial de Motovelocidade de 1998. Aconteceu no final de semana de 12 a 14 de junho de 1998 no Circuito Permanente del Jarama, localizado na cidade de Madri, Espanha. Foi realizado em substituição ao Grande Prêmio de Portugal devido a questões de homologação do Autódromo do Estoril. A corrida de 500cc foi vencida por Carlos Checa, seguido por Norick Abe e Sete Gibernau. Tetsuya Harada venceu a prova de 250cc, à frente de Tohru Ukawa e Loris Capirossi. A corrida de 125cc foi vencida por Lucio Cecchinello, Marco Melandri foi segundo e Hiroyuki Kikuchi terceiro.